# Celestino Bonifacio Bacalé
Celestino Bonifacio Bacalé Obiang (Niefang, 24 de setembre de 1957 – Douala, 3 de març de 2021) fou un polític equatoguineà. Fou Secretari de Relacions Internacionals i Cooperació de Convergència per a la Democràcia Social (CPDS).
Bacalé va ser membre fundador de la CPDS i Secretari d'Informació i Propaganda del Comitè Executiu Provisional CPDS durant la dècada de 1990. Després que el febrer de 1992 fossin interceptats a l'aeroport de Malabo exemplars del periòdic del CPDS La Verdad que ell i Plácido Micó Abogo pretenien enviar a Espanya, Bacale es va trobar entre els arrestats. Quan el partit va celebrar el seu Congrés Constituent al desembre de 1994, Bacale es va convertir en Secretari de Relacions internacionals.
Bacale va ser el candidat de CPDS a les eleccions presidencials de Guinea Equatorial de 2002; el líder del partit, Micó Abogo, era empresonat aleshores. Queixant-se de frau electoral, Bacale va retirar la seva candidatura al dia de l'elecció. Juntament amb Micó Abogo, fou un dels dos candidats del CPDS elegits a la Cambra dels Representants del Poble a les eleccions generals de Guinea Equatorial de 2004. Ell i Micó Abogo guanyaren els escons per la circumscripció de Malabo, la capital.
Al Tercer Congrés Nacional de la CPDS, celebrat a Bata del 28 al 30 de gener de 2005 Bacale va ser reelegit en el seu càrrec en el Comitè Executiu Nacional de CPDS com a Secretari de Relacions Internacionals i Cooperació.